# Wolisko (Kruklanki)
Wolisko (deutsch Walisko, 1938 bis 1945 Waldsee) ist ein Ort in der polnischen Woiwodschaft Ermland-Masuren und gehört zur Landgemeinde Kruklanki (Kruglanken) im Powiat Giżycki (Kreis Lötzen).

## Geographische Lage
Wolisko am gleichnamigen Jezioro Wolisko (deutsch Waldsee) liegt im Süden vom Borkener Forst (auch: Borker Heide, polnisch Puszcza Borecka) im nördlichen Osten der Woiwodschaft Ermland-Masuren. Die frühere Kreisstadt Angerburg (polnisch Węgorzewo) ist 26 Kilometer in nordwestlicher Richtung entfernt, während die heutige Kreismetropole Giżycko (Lötzen) 22 Kilometer in südwestlicher Richtung entfernt liegt.

## Geschichte
Bis 1945 handelte es sich bei Walisko resp. Waldsee (nach 1785 Wallischko, nach 1818 Walischko) um eine Försterei. 1785 war bestand der kleine Ort aus einer königlichen Unterförsterwohnung mit zwei Feuerstellen, 1818 war es ein Unterförsteretablissement mit drei Feuerstellen und elf Einwohnern, dann bereits innerhalb des Gutsbezirks Borken, Forst, (polnisch Borki) im gleichnamigen Amtsbezirk. Er gehörte zum Kreis Angerburg im Regierungsbezirk Gumbinnen der preußischen Provinz Ostpreußen. Am 30. September 1929 wurde Walisko nach Jorkowen (1938 bis 1945 Jorken, polnisch Jurkowo) eingemeindet und war dadurch dem Amtsbezirk Regulowken (polnisch Regułówka), ab 1931 „Amtsbezirk Borkenwalde“ (bis 1930 Mosdzehnen, polnisch Możdżany) zugehörig. Im Jahre 1905 wurden in Walisko acht Einwohner gezählt.
Am 3. Juni (amtlich bestätigt am 16. Juli) im Jahre 1938 wurde Walisko aus politisch-ideologischen Gründen der Abwehr fremdländisch klingender Ortsnamen in „Waldsee“ umbenannt und kam 1945 in Kriegsfolge mit dem gesamten südlichen Ostpreußen zu Polen. Seitdem trägt es die polnische Namensform „Wolisko“, gehört mit seinen derzeit 17 Einwohnern zum Schulzenamt (polnisch sołectwo) Jurkowo (Jorkowen, 1938 bis 1945 Jorken) innerhalb der Landgemeinde Kruklanki (Kruglanken) im Powiat Giżycki (Kreis Lötzen), vor 1998 der Woiwodschaft Suwałki, seither der Woiwodschaft Ermland-Masuren zugeordnet.

## Kirche
Bis 1945 war Walisko resp. Waldsee in die evangelische Kirche Orlowen (polnisch Orłowo) in der Kirchenprovinz Ostpreußen der Kirche der Altpreußischen Union sowie in die katholische Kirche St. Bruno in Lötzen (polnisch Giżycko) im Bistum Ermland eingepfarrt.
Heute gehört Wolisko zur katholischen Pfarrei Orłowo im Bistum Ełk der Römisch-katholischen Kirche in Polen bzw. zur evangelischen Kirchengemeinde in Wydminy (Widminnen), einer Filialgemeinde der Pfarrei Giżycko in der Diözese Masuren der Evangelisch-Augsburgischen Kirche in Polen.

## Verkehr
Wolisko liegt an einer zum Teil sehr unwegsamen Landwegverbindung, die in Richtung Norden quer durch den Borkener Forst bis nach Banie Mazurskie (Benkheim) führt. Eine Bahnanbindung existiert nicht.